# Lanius cabanisi
Il fiscal codalunga (Lanius cabanisi Hartert, 1906) è un uccello passeriforme della famiglia Laniidae.